# Madhuban (Giridih)
Madhuban ist ein Ort mit ca. 4500 Einwohnern im Giridih-Distrikt im indischen Bundesstaat Jharkhand. Der Ort ist ein bedeutendes Pilgerzentrum der Jain-Religion; viele Pilger nehmen den Ort als Ausgangspunkt für einen Besuch der Tempel auf dem Parasnath Hill.

## Lage
Madhuban liegt zu Füßen eines maximal etwa 1350 m hohen Bergstocks auf dem Chota Nagpur Plateau in ca. 600 m Höhe. Die Distriktshauptstadt Giridih ist etwa 30 km in nordöstlicher Richtung entfernt; Ranchi, die Hauptstadt des Bundesstaats, liegt etwa 155 km südwestlich.

## Bevölkerung
| Jahr      | 1991  | 2001 | 2011 | 2021  |
| Einwohner | k. A. | 4368 | 4316 | k. A. |

Ungefähr 98 % der Einwohner sind Hindus und nur ca. 1 % sind Jains. Die Hauptsprache ist Hindi, aber auch andere Sprachen (z. B. Santali und Bengali) werden gesprochen.

## Geschichte
Viele Jains behaupten, der Haupttempel des Ortes sei über 2000 Jahre alt; sein heutiger Zustand ist jedoch neuzeitlich. 

## Sehenswürdigkeiten
- Die Atmosphäre des Ortes ist geprägt von Pilgern und Touristen.
- Am Ortseingang gibt es ein Jain-Museum mit viel religiösem Kitsch.